# Meioneta levii
Meioneta levii là một loài nhện trong họ Linyphiidae.
Loài này thuộc chi Meioneta. Meioneta levii được Andrei V. Tanasevitch miêu tả năm 1984.